# Procambridgea montana
Procambridgea montana là một loài nhện trong họ Stiphidiidae.
Loài này thuộc chi Procambridgea. Procambridgea montana được V. T. Davies miêu tả năm 2001.